# Cánoves y Samalús
Cánoves y Samalús (en catalán y oficialmente Cànoves i Samalús) es un municipio y localidad española de la provincia de Barcelona, en la comunidad autónoma de Cataluña. El término municipal, perteneciente a la comarca del Vallés Oriental, tiene una población de 3315 habitantes (INE 2024). Está situado en la vertiente sur del macizo del Montseny. Se formó a mediados del siglo XIX por la unión de los de Cánoves y Samalús, si bien no adquirió el nombre oficial actual hasta 1989.

## Geografía
Se encuentra localizado a 42 km de Barcelona y 13 km de Granollers. El municipio limita con Tagamanent, San Pedro de Vilamajor, La Garriga, Montmany-Figaró y Las Franquesas del Vallés. 

## Historia
El nombre de Cànoves aparece por primera vez en el año 1002 en una discusión de confirmación de bienes del monasterio de Sant Cugat del Vallès, porque este monasterio tenía bienes dentro del término y la iglesia parroquial de San Muç, documentada desde el 1077.
Sin embargo, se han encontrado muchos restos de épocas más antiguas entre las que merecen mencionarse los restos de un poblado ibérico, habitado entre el siglo IV y el siglo III a. C. en puig Castell, sobre can Flequer y can Pujades, del sector de Samalús; y un pequeño tesoro de 40 monedas, la mayoría de la seca Lauro, de bronce, que circulaban por el país entre el siglo III y el siglo I a. C. Estas fueron encontradas en buen estado de conservación en 1959 al arrancar un montón de piedras en terrenos del molino de can Ribes. También han aparecido tumbas de losas cerca de cal Mestre de la capilla de Santa Eugenia; y es igualmente conocido el horno íbero-romano dicho de en Pega, en la misma zona de Samalús.
Más adelante consta como una de las parroquias del haz condal del castillo de Montbui, que poseía el conde Gombau de Besora desde el 992 como mínimo y que, una vez muerto, los condes Ramón y Almodis van confirmar a su yerno Mir Geribert. El 1059 cita explícitamente: la parroquia de "Sancto Andreo de Samalucio". Se trata de un monumento de estilo románico (Gallardo, 1938) (Vall-Masvidal, 1983).
En esta zona de Samalús, en la finca de can Torras, a pocos metros de can Pujades, donde existía la masía de este nombre, también se ha encontrado una villa romana de can Martí. Es una pieza clave para entender el proceso cultural y económico de la romanización y sus relaciones con el sustrato indígena.
Samalús se unió a Cànoves, en el aspecto administrativo, en el siglo XIV, pero se erigió en alcaldía o municipio independiente desde mediados del siglo XVII hasta hacia el 1840. Su centro histórico es la parroquia de Sant Andreu de Samalús. El lugar es ampliamente documentado, ya en 1002 tenía importantes bienes la canónica agustiniana de Santa Maria de Manlleu. El municipio antiguamente se llamaba Cánoves.

## Demografía
Cánoves y Samalús cuenta con una población de 3315 habitantes (INE 2024).
| Gráfica de evolución demográfica de Cánoves y Samalús entre 1842 y 2021 |
| |
| Población de derecho según los censos de población del INE. Población de hecho según los censos de población del INE.En este censo se denominaba Samallús: 1842. En estos censos se denominaba Cánoves: 1857, 1860, 1877, 1887, 1897, 1900, 1910, 1920, 1930, 1940, 1950, 1960, 1970 y 1981. |

| 1900 | 1930 | 1950 | 1970 | 1981 | 1986 |
| ---- | ---- | ---- | ---- | ---- | ---- |
| 697  | 669  | 720  | 564  | 576  | 738  |

- Evolución demográfica de Cánoves y Samalús desde 1998 hasta 2008

| 1998 | 1999 | 2000 | 2001 | 2002 | 2003 | 2004 | 2005 | 2006 | 2008 |
| ---- | ---- | ---- | ---- | ---- | ---- | ---- | ---- | ---- | ---- |
| 1659 | 1750 | 1870 | 1945 | 2066 | 2155 | 2297 | 2375 | 2490 | 2693 |

### Núcleos de población
- Ca l'Esmandia
- Can Sebastianet
- Can Volard
- Cànoves
- Urbanización Cànoves Residencial
- Mirador del Montseny
- La Parellada
- Samalús

## Política municipal

### Alcaldes
| Periodo   | Nombre                   | Partido                                 |
| --------- | ------------------------ | --------------------------------------- |
| 1979-1983 | Pere Pujolàs Isart       | ICS (Independents de Cànoves i Samalús) |
| 1983-1987 | Pere Pujolàs Isart       | ICS                                     |
| 1987-1991 | Martí Traver Costa       | IdC (Independents de Centre)            |
| 1991-1995 | Martí Traver Costa       | IdC                                     |
| 1995-1999 | Loreto Romero Peralvo    | PSC                                     |
| 1999-2003 | Loreto Romero Peralvo    | PSC                                     |
| 2003-2007 | Loreto Romero Peralvo    | PSC                                     |
| 2007-2011 | José Luis López Carrasco | PSC                                     |
| 2011-2015 | José Luis López Carrasco | PSC                                     |
| 2015-2019 | Josep Cuch i Codina      | NIU                                     |
| 2019-2023 | Josep Cuch i Codina      | NIU                                     |

### Composición del ayuntamiento
| Partido político | 2019  | 2019       | 2019 |
| Partido político | %     | Concejales |      |
| NIU              | 45,90 | 6          |      |
| PSC-CP           | 31,03 | 4          |      |
| ERC-AM           | 11,64 | 1          |      |
| CISEC-ECG        | 6,39  | 0          |      |
| CUP-AMUNT        | 4,13  | 0          |      |

## Comunicaciones

### Autobús
Los servicios de autobuses de Cànoves i Samalús son gestionados por la empresa Sagalés. Los servicios conectan los dos pueblos con poblaciones cercanas mediante 4 líneas:
- Línea 426: Samalús - La Garriga (Sólo días lectivos, temporada escolar)
- Línea 512: Cánoves - Las Franquesas del Vallés - Granollers (De lunes a viernes laborables, excepto agosto)
- Línea 523: Cardedeu - Cánoves (De lunes a viernes laborables)
- Línea 524: Cardedeu - Cánoves - San Pedro de Vilamajor (De lunes a viernes laborables)

## Economía
Agricultura de secano y de regadío. Ganadería. Turismo rural. Oficios. Restauración. Urbanizaciones de segunda residencia.

## Celebraciones y tradiciones
- La carbonera: cada dos años la gente del pueblo se reúne para construir (los que han heredado o aprendido la tradición) una carbonera que queda encendida y vigilada por turnos, durante un mes. Cuando el carbón está hecho, el pueblo se reúne para compartir una cena con productos de la tierra, junto al fuego y disfrutando la música y la fiesta. Es una tradición muy antigua que este municipio se esfuerza en mantener.

- La Fira de Sant Ponç, se concentran los artesanos para presentar sus trabajos o manipulaciones ya bien sea a nivel de objetos o de alimentación, así pues la miel, las hierbas son elementos que no pueden faltar.

## Actividades
La ASCC (Associació Cívica i Cultural de Cànoves i Samalús) es una asociación que organiza y ejecuta las actividades más relevantes de este municipio, como la conocida Fira de sant Ponç.
La JAC (Joves Alcem Cànoves) es una asociación reciente, formada mayoritariamente por jóvenes de Cànoves, que se dedica a organizar fiestas destinadas a la juventud y otras actividades con el fin de que el pueblo tenga un mayor movimiento. Una fiesta ya simbólica de esta asociación es el Gamarús, celebrado ya durante seis años consecutivos con mucho éxito.

## Lugares de interés
- Castillo de Cànoves, en ruinas.

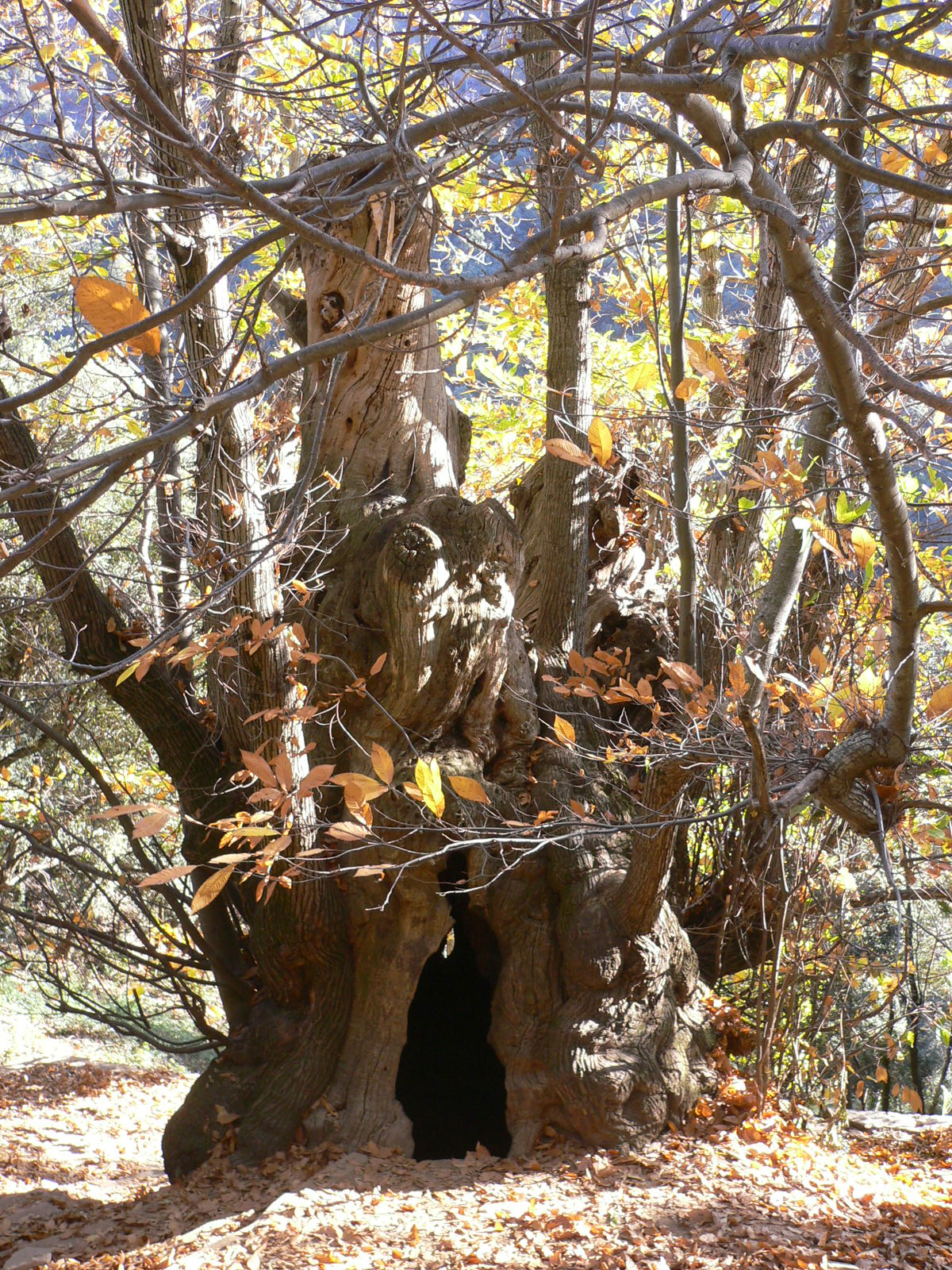
El castaño de can Cuc

- Castillo de Samalús, reconstruido a principios del siglo XX.
- Iglesia de Sant Andreu de Samalús, de origen románico.
- Santuario de la Mare de Déu de la Salut, junto a la iglesia de San Andrés, del siglo XVIII.
- Iglesia de Sant Muç de Cànoves, de origen románico.
- Castaño de Can Cuc, árbol monumental de Cataluña.
- Ermita de Sant Salvador de Terrades, de estilo historicista.
- Poblado ibérico de Puig del Castell, yacimiento íbero.
- Embalse de Vallforners.